# フサクギタケ
フサクギタケ（房釘茸、学名：Chroogomphus tomentosus (Murr.) O. K. Miller）は、イグチ目オウギタケ科のクギタケ属に属するきのこの一種である。

## 形態
かさは幼時は円頭状円錐形をなすが、次第に開いてまんじゅう形ないしほぼ平らとなり、老成すれば僅かに窪むことがあり、淡い橙褐色あるいは淡黄褐色を呈し、短くて柔らかい綿毛状をなすか、もしくは圧着した細かい鱗片をこうむり、粘性はない。肉は薄くてもろく、淡橙黄色ないしクリーム色で、傷つけても変色しないが、ヨウ素溶液を滴下するとすみやかに暗紫色となる性質（アミロイド性）があり、味やにおいには特別なものはない。ひだは疎で厚く、柄に長く垂生し、初めは帯橙淡褐色であるが成熟すると暗黒褐色となり、縁には微細なぎざぎざを生じる。柄は上方にやや細まるか、もしくは基部に向かって急に細くなり、しばしば不規則に屈曲し、表面はかさと同色または淡色で細かい綿毛状鱗片をこうむるかもしくはほとんど平滑、中実もしくは中空で、上方には、初めは荒い繊維状の内被膜のなごりを備えるが、通常は顕著な「つば」とはならず、子実体が古くなればしばしば消失する。
胞子紋は暗黒褐色ないしほぼ黒色で、胞子は細長い楕円形ないし紡錘状楕円形、黒褐色で平滑・厚壁、発芽孔を欠く。ひだの側面や縁部には多数のシスチジア（細長い円頭状円柱形をなし、壁は厚く、無色または黄褐色の内容物を含む）を備える。ひだの実質は、多少絡み合いつつ平行に配列した菌糸で構成されており、その左右に、ひだの縁に向かって左右に広がったV字状に配列する菌糸群（側層）が存在する。側層の構成菌糸の末端からは、著しく密に絡み合った菌糸で構成された、厚い子実層脚の層が広がり、その末端に担子器とシスチジアが形成されて子実層を形作っている。かさの表皮層はまったくゼラチン化せず、束状に絡み合いながら立ち上がった、やや厚い壁を有する菌糸群（アミロイド性を示す）で構成される。子実体の柄の基部をおおう菌糸にはかすがい連結が見出される。

## 生態
夏から秋にかけて、マツ属（アカマツ・クロマツなど）・モミ属（モミ・ウラジロモミ・シラビソなど）・ツガ属（ツガ・コメツガなど）あるいはトガサワラ属などの林内地上に群生する。日本ではやや高地に多いとされ、もっとも普通に見出されるのは、亜高山帯のコメツガ林であるともいわれている。北海道では、エゾマツ（トウヒ属）やトドマツ（モミ属）などの林内で見出される。なお、タイプ標本は、北アメリカのシアトル近郊で採集されたものであり、日本での初記録は、北海道江別市（野幌）からのものであるという。

典型的な外生菌根を形成するといわれていたが、最近ではマツ属の樹木と外生菌根を作るヌメリイグチ属（Suillus）の生きた菌糸に特異的に寄生する可能性が示唆されている。なお、フサクギタケは、林床の落ち葉層の直下に存在する、有機物に富んだ肥沃な土壌の層に、大きな球塊状の菌糸塊を形成し、そこから白色・紐状の細い菌糸束を伸ばし、周囲の樹木の細根につぎつぎとサンゴ状の菌根を新たに形成して、生活領域を拡大していくという。

## 分布
いまのところ、北アメリカと日本からのみ知られており、その他の地域からの確実な報告はない。

## 近縁種
Chroogomphus pseudotomentosus O.K. Miller & Aime
日本産の標本をタイプとして新種記載されたもので、フサクギタケと非常に類似している。柄の基部が淡い肌色ないしサケ肉色の菌糸におおわれることや、子実体の柄の基部をおおう菌糸の隔壁部にかすがい連結を持たないことなどから別種とされた。

Chroogpmphus sibricus (Sing.) O.K. Miller
かさの表皮が非常に細い菌糸で構成されるともにアミロイド性を持たないこと・ひだのシスチジアの壁が薄いこと・子実体の構成菌糸にまったくかすがい連結を欠いていることなどにおいて、フサクギタケと異なる。
Chroogomphus leptocystis (Sing.) O. K. Miller
北アメリカに産し、外観上からはフサクギタケと区別できないほど酷似しているが、かさの表皮層はやはりアミロイド性を欠いていることで別種とされている。

## 成分
子実体からは、ゼロコミン酸（Xerocomic acid：α-[(2E)-4-(3,4-ジヒドロキシフェニル)-3-ヒドロキシ-5-オキソフラン-2(5H)-イリデン]-4-ヒドロキシベンゼン酢酸）や、ボビノン （bovinone：別名ボビキノン4＝2,5-ジヒロドキシ-3-[（2E, 6E, 10E）-3,7,11,15-テトラメチル-2,6,10,14-ヘキサデカテトラエニル]-1,4-ベンゾキノン）およびその誘導体であるヘルベティコン（Helveticone：別名ボビキノン3＝2,5-ジヒドロキシ-3-(3,7,11-トリメチル-2,6,10-ドデカトリエニル)-2,5-シクロヘキサジエン-1,4-ジオン）が見出されている。

ゼロコミン酸はイグチ科（Boletaceae）のアワタケ属のきのこ類と、またボビノンを初めとするボビキノン類はヌメリイグチ科（Suillaceae）の ヌメリイグチ属（Suillus）に属するアミタケなどと、それぞれ共通する化学成分である。これらの化学成分は、本種だけではなくクギタケ属の他の種類（クギタケや、同属のChroogomphus helveticus (Sing.) Moser など）からも検出されている。

## 食・毒性
無毒で食用にもなるが、まとまった収量に恵まれることがあまり多くないためか、さほど重視されていない。油を使った煮つけなどに合うという。
特徴的なニオイや味はない。
成長した個体は弱い苦味を感じることがある。